# Serano Seymor
Serano Franklin Pedro Seymor (Vlaardingen, 4 januari 2002) is een Nederlands voetballer die doorgaans speelt als centrale verdediger. In juli 2025 verruilde hij Excelsior voor Khor Fakkan.

## Clubcarrière
Seymor begon met voetballen bij VFC, voor hij op naar de jeugdopleiding van Excelsior vertrok. Hier maakte hij op 6 augustus 2021 zijn professionele debuut in de eerste speelronde van de Eerste divisie in het seizoen 2021/22. In eigen huis tegen TOP Oss moest hij van coach Marinus Dijkhuizen als reservespeler aan het duel beginnen. Hij zag vanaf de reservebank Jearl Margaritha namens de bezoekers de score openen. Seymor mocht drieëntwintig minuten na rust invallen voor Sven Nieuwpoort en er viel geen doelpunt meer, waardoor TOP Oss met 0–1 won. Aan het einde van het seizoen 2021/22 promoveerde Excelsior in de nacompetitie naar de Eredivisie. Na deze promotie tekende Seymor zijn eerste profcontract, tot medio 2023. Op 10 september 2022 maakte hij tegen FC Emmen met een late kopbal de winnende treffer: 2–1. Dit betekende zijn eerste professionele doelpunt.
In het voorjaar van 2023 werd zijn aflopende verbintenis opengebroken en met een jaar verlengd. Medio 2024, nadat Excelsior het seizoen ervoor via de nacompetitie was gedegradeerd, kwamen er nog twee jaar bij zijn contract. Na de degradatie moest Seymor in het seizoen 2024/25 hoofdzakelijk genoegen nemen met invalbeurten en op de laatste dag van de winterse transferperiode werd hij de rest van het seizoen verhuurd aan VVV-Venlo. Hij debuteerde voor VVV op 9 februari, toen hij tegen MVV Maastricht drie minuten voor tijd inviel voor Simon Janssen. Deze wedstrijd eindigde in 0–0.
Tijdens zijn verhuurperiode kwam Seymor kwam tot veertien wedstrijden, waarin hij tweemaal een assist gaf. Hierna keerde hij tijdelijk terug bij Excelsior, wat hem verkocht aan Khor Fakkan, uitkomend in de UAE Pro League.

## Clubstatistieken
| Seizoen | Club        | Competitie     | Competitie | Competitie | Beker | Beker | Internationaal | Internationaal | Nacompetitie | Nacompetitie | Totaal | Totaal |
| Seizoen | Club        | Competitie     | Wed.       | Dlp.       | Wed.  | Dlp.  | Wed.           | Dlp.           | Wed.         | Dlp.         | Wed.   | Dlp.   |
| ------- | ----------- | -------------- | ---------- | ---------- | ----- | ----- | -------------- | -------------- | ------------ | ------------ | ------ | ------ |
| 2021/22 | Excelsior   | Eerste divisie | 6          | 0          | 0     | 0     | —              | —              | 0            | 0            | 6      | 0      |
| 2022/23 | Excelsior   | Eredivisie     | 21         | 1          | 2     | 0     | —              | —              | —            | —            | 23     | 1      |
| 2023/24 | Excelsior   | Eredivisie     | 9          | 0          | 0     | 0     | —              | —              | 0            | 0            | 9      | 0      |
| 2024/25 | Excelsior   | Eerste divisie | 10         | 0          | 2     | 0     | —              | —              | —            | —            | 12     | 0      |
| 2024/25 | → VVV-Venlo | Eerste divisie | 14         | 0          | 0     | 0     | —              | —              | —            | —            | 14     | 0      |
| 2025/26 | Khor Fakkan | UAE Pro League | 0          | 0          | 0     | 0     | —              | —              | —            | —            | 0      | 0      |
| Totaal  | Totaal      | Totaal         | 60         | 1          | 4     | 0     | 0              | 0              | 0            | 0            | 64     | 1      |

Bijgewerkt op 22 juli 2025.